# Teufelsfelsen (Pirmasens)
Der Teufelsfelsen ist eine Felsformation innerhalb von Rheinland-Pfalz. Sie ist als Naturdenkmal ausgewiesen.

## Lage
Der Felsen befindet sich am Übergang vom Pfälzerwald ins Zweibrücker Hügelland am Osthang des Gersbachtals. Er liegt im Süden der Gemarkung der kreisfreien Stadt Pirmasens und gehört zu deren Ortsbezirk Erlenbrunn, dessen Siedlungsgebiet zwei Kilometer nordöstlich beginnt. Nächstgelegene Siedlung ist die Ortsgemeinde Obersimten, deren Bebauung weniger als einen Kilometer nordwestlich beginnt. Zwei Kilometer nördlich liegt außerdem der Pirmasenser Stadtteil Niedersimten.
Auf der gegenüberliegenden Seite des Flusses erstreckt sich der Haspelfelsen.

## Natur
Der Teufelsfelsen befindet sich innerhalb des Flora-Fauna-Habitat Gersbachtal. Als Naturdenkmal trägt er die Kennung ND-7317-173. In ihm befindet sich außerdem eine Höhle.

## Beschaffenheit
Der Teufelsfelsen ist etwa 50 Meter hoch und entstand vor etwa 250 Millionen Jahren.

## Tourismus
Die ab Zweibrücken verlaufende Weiterführung des Höcherbergwegs, die mit einem rot-weißen Balken markiert ist, sowie der Premiumwanderweg Teufelspfad führen an der Felsformation vorbei.